# Graves-de-vayres

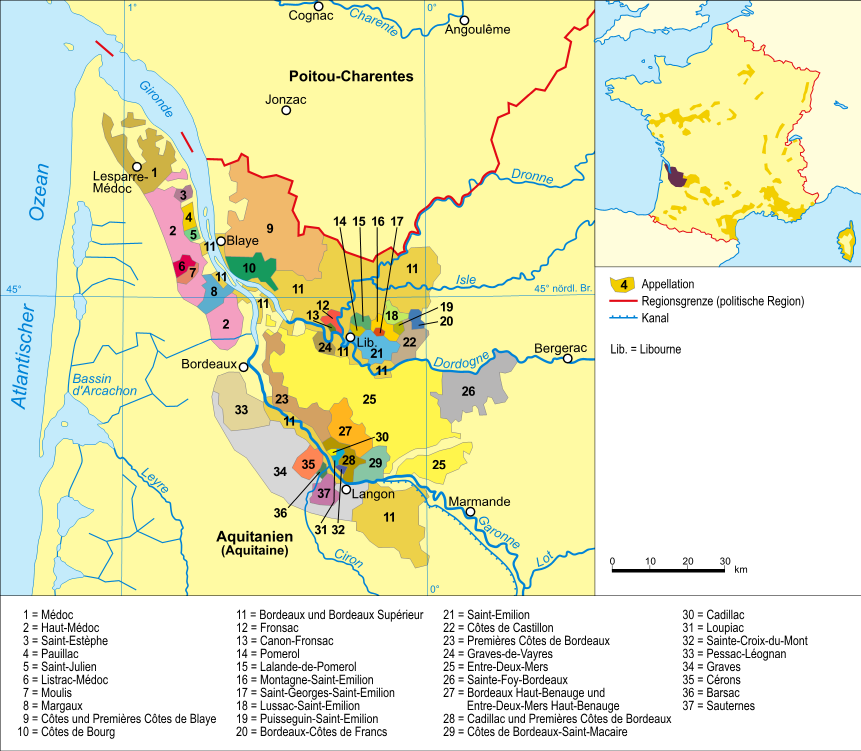
Carte des vignobles bordelais ; le graves-de-vayres correspond à la région 24.

Le graves-de-vayres est un vin français d'appellation d'origine contrôlée produit sur les communes de Vayres et d'Arveyres (en pratique, la partie haute seulement). Cette appellation est située en plein cœur du vignoble bordelais, à mi-chemin entre Bordeaux et Saint-Émilion, au nord du vignoble de l'Entre-deux-Mers, sur la rive gauche de la Dordogne.
L'appellation produit du rouge (approximativement 80 % du volume), du blanc sec (20 %) et du blanc moelleux, ce dernier étant devenu anecdotique.

## Historique
Au début XIXe siècle, André Jullien ne mentionne pas spécifiquement le petit vignoble de Vayres ; Arveyres est citée, mais uniquement pour les vins de son « petit palus » (bordant le méandre de la Dordogne, en-dehors de l'appellation). Dans son ouvrage édition 1874, Charles Cocks décrit ainsi les vins de Vayres : « vins rouges de graves : excellents vins d'ordinaire, pleins de délicatesse et vite buvables ; […] Vins rouges de palus ou de terres fortes, abondants mais communs, ayant parfois un petit goût de terroir qui a longtemps nui à la réputation de l'ensemble des vins de la commune, qui peuvent être classés parmi des bons de l'Entre-deux-Mers […] Ces vins rouges sont gén. produits par 1/2 malbec (noir de pressac), 1/4 merlot et cabernet, 1/4 mancin et autres cépages. Vins blancs, produits en grande partie par l'enrageat, très alcooliques, assez liquoreux, sans saveur prononcée, se prêtant parfaitement aux coupages, mais le plus souvent consommés en nature par suite de leur finesse, de leur douceur et de leur prix relativement élevé […] ». L'auteur indique les noms de 43 producteurs. Pour Arveyres, les vins sont décrits comme étant « produits par 1/2 malbec (noir de pressac), 1/4 mancin, 1/4 verdot, merlot, bouchet, jurançon, colon, etc., corsés et colorés, à peu près semblables sur le plateau ou dans les palus » avec les noms de 41 producteurs sur la commune. En 1893, la description est un peu plus flatteuse : « vins rouges de graves, pleins de délicatesse et vite buvables, sont, dans les 1ers crus de la commune très recherchés du commerce par leur corps et leur finesse et peuvent être classés par les meilleurs vins du Libournais après les 2es crus de Pomerol ».
L'appellation « graves de Vayres » commence à être utilisée à la fin du XIXe siècle, comme indiqué dans les registres de négociants libournais (Horeau-Beylot et Cie en 1890 ; Jacquet et Fils en 1895 ; Legendre et Cie en 1898), ainsi que sur des étiquettes imprimées en 1904. Le 3 janvier 1926, le Syndicat viticole des Graves de Vayres est fondé à l'initiative de son premier président, l'ingénieur Jean-Raoul Paul, par ailleurs directeur général de la Compagnie des Chemins de fer du Midi, avec l'appui de Joseph Capus. Le syndicat décida d'inclure dans l'aire d'appellation graves-de-vayres « les terrains graveleux du plateau d'Arveyres avec ceux de Vayres ». Parmi les premiers syndicats viticoles en Gironde, le syndicat institua un contrôle des vins par dégustation et analyse dès 1966. Le syndicat des vignerons des Graves intenta un procès conte son homologue de Vayres, à cause de la confusion entre leurs noms : il fut débouté par les arrêts du tribunal du 11 février 1928 puis du 18 mars 1931 (en appel).
L'appellation est officiellement reconnue par le décret du 31 juillet 1937. Le cahier des charges a été dernièrement modifié en octobre 2011 (passage en AOP), en décembre 2013, en août 2015 et en décembre 2024.

## Vignoble
Selon les Douanes, la superficie revendiquée en 2023 sous l'appellation est de 380 hectares, dont 330 en rouge et 50 en blanc.
Les exploitations réparties entre une quarantaine de producteurs ont des superficies qui varient de deux ou trois hectares à une soixantaine.

### Aire d'appellation
Les vignes se situent uniquement sur les commune de Vayres et d'Arveyres. Cette aire d’appellation a été délimitée en 1936.

### Géologie
Dans le méandre de la Dordogne, le sous-sol est composé d’argiles sableuses et de graviers siliceux sur un système géomorphologique de terrasses alluviales, qui témoignent de l’enfoncement de la Dordogne dans sa vallée pendant l'ère quaternaire, lors des périodes glaciaires,,.
Se sont développés des sols de couleur beige, très sableux, ou des sols argilo-graveleux (lorsque la couche de limons diminue), dont la fraction caillouteuse et graveleuse est enrobée dans une argile ocre,,. 

### Encépagement
Les vins rouges sont issus des cépages suivants : cabernet franc N,cabernet sauvignon N, carménère N, côt N (ou malbec), merlot N et petit verdot N. Il n'y a pas de cépage accessoire ou de norme d'assemblage dans le cahier des charges.
Les vins blancs sont issus des cépages principaux suivants : muscadelle B, sauvignon B, sauvignon gris G, et sémillon B.  Le merlot blanc B est autorisé comme cépage accessoire, dont la proportion doit être est inférieure ou égale à 30 % de l’encépagement de l’exploitation.

## Vins

### Rendements
Les rendements maximum et plafond sont :
- 53 à 65 hl/ha pour les rouges ;
- 55 à 72 hl/ha pour les blancs ;
- 50 à 55 hl/ha pour les moelleux[2].

Les rendements moyens déclarés récemment sont, pour l'AOC graves-de-vayres rouge :
| Année | Superficie (ha) | Production (hl) | Rendement (hl/ha) |
| ----- | --------------- | --------------- | ----------------- |
| 2019  | 332             | 15 305          | 46                |
| 2020  | 342             | 14 247          | 42                |
| 2021  | 334             | 8 783           | 26                |
| 2022  | 363             | 14 486          | 40                |
| 2023  | 331             | 10 625          | 32                |
| 2024  | 303             | 12 455          | 41                |

et pour l'AOC graves-de-vayres blanc sec :
| Année | Superficie (ha) | Production (hl) | Rendement (hl/ha) |
| ----- | --------------- | --------------- | ----------------- |
| 2019  | 55              | 2 746           | 50                |
| 2020  | 61              | 2 143           | 35                |
| 2021  | 59              | 2 035           | 35                |
| 2022  | 60              | 1 817           | 30                |
| 2023  | 51              | 2 566           | 51                |
| 2024  | 44              | 2 030           | 45                |

On notera que la production de blanc moelleux est de caractère anecdotique, avec des superficies et volumes de production trop petits pour être publiés par les douanes depuis 2021. En 2019, la production était de 343 hectolitres et de 47 hl en 2020, sur des superficies de 9 et 3 hectares respectivement.

### Dégustation

#### Graves-de-vayres rouge
La robe des vins rouges est intense et colorée, avec des teintes rubis et rouge cerise. Leur assemblage est dominé par le merlot qui donne aux vins un nez de fruits rouges (framboise et cerise). Le cépage cabernet sauvignon apporte quant à lui une structure tannique et le cabernet franc apporte de la finesse. En bouche, il a un caractère rond, doux, et velouté avec structure tannique solide mais douce. Ces vins peuvent être appréciés dans leur jeunesse avec leur caractère fruité. Leur corps s'arrondit assez rapidement et ils présentent une bonne aptitude au vieillissement. Ils s'associent à la viande blanche, à la volaille et aux fromages,,.

#### Graves-de-vayres blanc sec
Les vins blancs secs sont issus majoritairement des cépages sémillon et sauvignon ; ce dernier leur apporte de la vivacité. Ils montrent des arômes de fruits secs (noisette), d'agrumes et de fruits blancs, mais aussi de genêt et le buis. La bouche est souple, parfumée et riche avec rondeur et fraîcheur. Ils accompagnent les fruits de mer,,.

#### Graves-de-vayres blanc moelleux
Ces vins blancs, qui présentent des sucres fermentescibles, sont issus principalement du sémillon (récolté à sur-maturité), assemblé quelquefois avec le merlot blanc. Leur robe est pâle et limpide et brillante (jaune paille). Le nez dégage des arômes de fruits très mûrs et de confitures (abricots secs, ananas, litchi). Moelleux et souples, ils accompagnent le foie gras ou sont servis en apéritif,.

## Producteurs
Vignerons de l'appellation d'après la Maison du Vin des graves-de-vayres :
- Château Barre Gentillot ;
- Château Bel-Air ;
- Château Brouscaillou ;
- Château Cantelaudette ;
- Château Clos Castelot Bussac ;
- Château Colin Lamothe ;
- Château Fage ;
- Château Goudichaud ;
- Château Haut-Gayat ;
- Château Jean Dugay ;
- Château La Caussade ;
- Château La Croix de Bayle ;
- Château La Fleur des Graves ;
- Château Le Lau ;
- Château Le Tertre ;
- Château Les Artigaux ;
- Château Lesparre ;
- Château Panchille ;
- Château Petit Puch ;
- Château Royal Pommeyrade ;
- Château Toulouze.